# Chapaievka (consejo de la aldea Kuialnyk)
Pequeña Kuyal'nyk (ucraniano: Чапаєвка) es una localidad del Raión de Podilsk en el Óblast de Odesa de Ucrania. Según el censo de 2001, tiene una población de 522 habitantes.